# 98 Pułk Piechoty (Imperium Rosyjskie)
98 pułk piechoty (ros. 98-й пехотный Юрьевский полк) – oddział piechoty armii Imperium Rosyjskiego.

## Charakterystyka
Sformowany w 1763. Stacjonował między innymi w m. Dyneburg.

 W przededniu I wojny światowej pułk etatowo posiadał cztery bataliony po cztery kompanie oraz kompanię tyłową. Kompania piechoty czasu wojny liczyła około 240 żołnierzy i 4–5 oficerów. Na szczeblu pułku występował także pododdział karabinów maszynowych (8 km), łączności (w tym 14 konnych gońców i 21 telefonistów) i zwiadowczy (64 zwiadowców, w tym 4 kolarzy). W sumie pułk liczył około 4000 żołnierzy.
Rozformowany w 1918.

## Podporządkowanie
Lipiec 1914:
- 3 Korpus Armijny – Wilno[7]
  - 25 Dywizja Piechoty – Dyneburg
    - 1 Brygada Piechoty – Dyneburg
      - 98 pułk piechoty – Dyneburg